# Saison cyclonique 1887 dans l'océan Atlantique nord
La Saison cyclonique 1887 dans l'océan Atlantique nord a été la troisième saison cyclonique dans l'océan Atlantique nord la plus active de l'histoire, proche des activités remarquables de la saison cyclonique 1995 dans l'océan Atlantique nord, ou encore des saisons cycloniques 2010,  2011, et 2012, en nombre de phénomènes enregistrés. Cette saison cyclonique est celle comptant le plus de cyclones tropicaux après la saison cyclonique 1933 dans l'océan Atlantique nord et celle exceptionnelle de 2005. 

## Description
La saison cyclonique 1887 débute dès le mois de mai pour ne se terminer qu'au milieu du mois de décembre. Les cyclones tropicaux n'ayant pas atteint les zones peuplées, plus particulièrement ceux de faible intensité et de courte durée, n'ont vraisemblablement pas été détectés. La saison cyclonique de l'année 1887 a été étudiée en 1996 par Jose Fernandez-Partagas et Henry Diaz .